# Рябов, Вячеслав Геннадьевич
Вячеслав Геннадьевич Рябов (род. 14 октября 1969 года) — советский и российский игрок в хоккей с мячом, вратарь, заслуженный мастер спорта России (1999), двукратный чемпион мира.

## Карьера

### Клубная
Заниматься хоккеем с мячом начал в 1978 году в Чистополе в детской команде «Востока». Первый тренер — В. А. Уваровский.
С 1985 по 1987 год выступал за «Восток». В эти годы успешно играл на позиции вратаря за футбольную команду «Востока» — участника чемпионата Татарской АССР.
Получив приглашение от главного тренера казанской «Ракеты» Юрия Гаврилова, в сезоне 1987/88 продолжил игровую карьеру в команде, представляющую второй по силе дивизион чемпионата СССР. С приходом в 1987 году в «Ракету» на должность главного тренера Александра Тенякова, в прошлом вратаря сборной СССР, получил опытного наставника в лице главного тренер команды.
С 1988 по 1990 год проходил срочную военную службу.
В 1990 году был приглашён в горьковский «Старт» главным тренером команды Юрием Гавриловым.
Выступая за «Старт» до 2005 года, дважды становился серебряным призёром чемпионатов России (1995, 2002), трижды — бронзовым (1996, 1998, 2000). По итогам сезонов в 1997—2004 годах включался в список 22-х лучших игроков сезона, в 1997, 1999—2003 годах признаваясь лучшим вратарём страны. С 1998 по 2000 год был капитаном команды.
В начале сезона 2005/06 выступал за московское «Динамо», принимая участие в единственном турнире в составе московских динамовцев — в Кубке мира.
В дальнейшем игровая карьера в сезоне 2005/06 была продолжена в хабаровском «СКА-Нефтянике».
Сезон 2006/07 провёл в казанской «Ракете», завершив в ней игровую карьеру из-за травмы позвоночника.
В чемпионатах СНГ и России за «Старт» провёл 302 матча, в чемпионате России за «СКА-Нефтяник» — 10 матчей, за «Ракету» — 20 матчей.
25 марта 2008 года в Нижнем Новгороде был проведён его прощальный матч, в котором «Звёзды „Старта“» встречались со «Звёздами России» (2:2).
В дальнейшем принимает участие в соревнованиях среди ветеранов, побеждая в первенстве России среди ветеранов в 2015 году, в Кубке России среди ветеранов в 2021 году.

### В сборной
Выступая за «Старт», получил приглашение в сборную России. Выступая за главную команду страны с 1996 по 2004 год, дважды побеждал на чемпионатах мира (1999, 2001), был признан лучшим вратарём турнира 2001 года, трижды входил в символическую сборную чемпионатов мира (1999, 2001, 2003). Всего на пяти чемпионатах мира принял участие в 21 матче.

## Дальнейшая деятельность
С 2007 по 2017 год — тренер «Старта». С июня 2016 года — президент Федерации хоккея с мячом Нижегородской области, с сезона 2017/18 — спортивный директор ХК «Старт».

## Достижения

### Клубные
Чемпионат России
- Серебряный призёр (2): 1995, 2002
- Бронзовый призёр (3): 1996, 1998, 2000

Кубок России
- Финалист: 1998

### В сборной
Чемпионат мира
- Чемпион (2): 1999, 2001
- Серебряный призёр (2): 1997, 2003
- Бронзовый призёр: 2004

Международный турнир на призы Правительства России
- Победитель (2): 2000, 2002

Кубок губернатора Московской области
- Бронзовый призер: 2003

### Личные
- В списке 22-х лучших хоккеистов сезона (8): 1997, 1998, 1999, 2000, 2001, 2002, 2003, 2004
- Лучший вратарь сезона (6): 1997, 1999, 2000, 2001, 2002, 2003
- Лучший вратарь чемпионата мира: 2001
- Символическая сборная чемпионата мира (3): 1999, 2001, 2003
- Лучший игрок «Старта» (4): 1997, 1998, 1999, 2001
- Символическая сборная «Старта»: 2004

## Награды
- Медаль ордена «За заслуги перед Отечеством» II степени (21 мая 1999)[11].
- Медаль «В память 800-летия Нижнего Новгорода» (2021)[12].
- Почётный знак «За заслуги в развитии физической культуры и спорта» (2001)[2].
- Лауреат премии Нижнего Новгорода в номинации «Лучший спортсмен года» (2008)[2].
- Почетный знак Федерации хоккея с мячом России.

### Комментарии
1. ↑  Количество игр за клуб(ы) в высшем дивизионе чемпионатов СНГ/России